# Brod (Bòsnia i Hercegovina)
Brod (en ciril·líc de Serbia: Брод; és una ciutat i una municipalitat situada a la riba sud del riu Sava a la part nord de Bòsnia i Hercegovina. Està al nord-oest de la Republika Srpska i a la part oest de la regió Posavina.

## Nom
Abans de la Guerra Bosniana de la dècada de 1990, la ciutat tenia el nom de Bosanski Brod. Durant la guerra el prefix "Bosanski" va ser substituït per "Srpski" degut a estar aquesta ciutat sota control serbi. El maig de 2009, l'Assemblea Nacional de la Republika Srpska va treure qualsevol prefix del nom resultant el nom Brod que actualment és l'oficial.
La ciutat croat de Slavonski Brod està situada al costat oposat de la riba del riu Sava, formant una conurbació de més de 110.000 habitants.

## Assentaments
• Brod
• Brusnica Mala
• Brusnica Velika
• Donja Barica
• Donja Močila
• Donja Vrela
• Donje Kolibe
• Donji Klakar
• Gornja Barica
• Gornja Močila
• Gornja Vrela
• Gornje Kolibe
• Gornji Klakar
• Grk
• Koraće
• Kričanovo
• Kruščik
• Liješće
• Novo Selo
• Sijekovac
• Unka
• Vinska i Zborište.

## Demografia

### 1971
30.115 total
- Croats - 14,489 (48.11%)
- Serbis - 11,273 (37.43%)
- Bosnis - 3,706 (12.30%)
- Iugoslaus - 436 (1.44%)
- Altres- 211 (0.72%)

### 1991
el 1991, 34.148, incloent:
- Croats (41%)
- Serbis (33.8%)
- Bosnis (12.2%)
- Yugoslaus (10.6%)
- altres (2.4%)

Fonts: .